# Adam Dolatowski
Adam Dolatowski (ur. 31 października 1957 w Toruniu) – polski hokeista na trawie, trener, olimpijczyk z Moskwy 1980.

## Życiorys
Zawodnik grający na pozycji pomocnika. W trakcie kariery sportowej reprezentował kluby: Pomorzanin Toruń, Lech Poznań i Pocztowiec Poznań.
W roku 1988 zdobył mistrza Polski z klubem Pocztowiec Poznań.
W reprezentacji Polski rozegrał 35 spotkań
Uczestnik mistrzostw Europy w roku 1983, podczas których Polska drużyna zajęła 9. miejsce.
Na igrzyskach w Moskwie był członkiem polskiej drużyny, która zajęła 4. miejsce.
Po zakończeniu kariery sportowej został trenerem.